# الزهراء (المالكية)
الزهراء قرية سورية صغيرة تتبع ناحية مركز المالكية في منطقة المالكية التابعة لمحافظة الحسكة. بلغ عدد سكانها 244 نسمة عام 2004.
تقع في أقصى شمال شرق سورية على بعد 6 كم من نهر دجلة إلى الغرب من نقطة الحدود الثلاثية بين العراق وسورية وتركيا. تقع على بعد 14 كم تقريبا إلى الجنوب الشرقي من مدينة المالكية.